# 好きにならずにいられない (岩崎宏美の曲)
『好きにならずにいられない』（すきにならずにいられない）は、1986年2月5日にリリースされた岩崎宏美の39枚目のシングル。

## 解説
- ライオン『オクトシャンプー＆リンス』のCMソングに使用された。
- 同年に発表されたアルバム『わがまま』には、作曲者・山川恵津子の編曲によるアカペラコーラスバージョンで収録されている。
- 同年の『第37回NHK紅白歌合戦』で本曲を歌唱した[2]。
- 2007年発売のアルバム『PRAHA』には、チェコ・フィルハーモニー管弦楽団とのオーケストラ・バージョンが収録されている。

## 収録曲
- 両楽曲共に、作詞：松井五郎／編曲：奥慶一

1. 好きにならずにいられない
作曲：山川恵津子
2. 春乙女
作曲：奥慶一